# 白ハト食品工業
白ハト食品工業株式会社（しろはとしょくひんこうぎょう）は、大阪府守口市に本社を置く食品会社。サツマイモ菓子チェーン店「おいもさんのお店 らぽっぽ」、たこ焼きチェーン店の「たこ家道頓堀くくる」などを経営している。

## 概要
1947年、大阪市天王寺区にてアイスクリームメーカーとして永尾勢一により創業。1950年に国内初の植物性油脂アイスクリームを開発し、大阪府内の映画館80軒に卸し成功を収める。1959年に法人改組、本社を守口市へ移転。1970年になってスイートポテトを、1976年にたこ焼きを販売開始。現在の主要事業が出揃う。

## 沿革
- 1947年2月、大阪市天王寺区で白ハト商店を創業、白ハト印オリジナルアイスクリームの製造販売を開始。
- 1950年、日本初の植物性油脂アイスクリームを開発。
- 1959年2月、法人改組。本社を守口市へ移転。
- 1970年、阪急神戸三宮に[要説明]白ハト印いも菓子店を出店、スイートポテトの開発開始。
- 1973年、白ハト印明石焼を販売開始。
- 1975年、中華ポテトを販売開始。
- 1976年、白ハト印たこ焼を販売開始。
- 1985年、道頓堀にタコヤキハウス「KU/KU/RU道頓堀店」をオープン。
- 1987年、さつまいも専門洋菓子店「おいもさんのお店 らぽっぽ」1号店を上本町近鉄百貨店内に出店。
- 1990年、国際花と緑の博覧会に出展。
- 2008年6月、「たこ家道頓堀 くくる」が、たこ焼きマイスターの育成を目指し「TAKO-1グランプリ」を開催[2]。
- 2010年、上海国際博覧会の日本産業館でたこ焼きを50万食以上販売、同年12月には上海市内に「くくる（中国語 酷酷璐）」中国1号店を出店。
- 2011年4月、コナモンフードテーマパーク「道頓堀コナモンミュージアム」をオープン。
- 2011年9月、大阪グルメフードコート「大阪のれんめぐり」をJR新大阪駅（新幹線駅構内）にオープン。たこ焼き「たこ家道頓堀 くくる」を出店。
- 2013年6月、船井総合研究所が主催する「グレートカンパニーアワード」第4回グレートカンパニー大賞を受賞[3]。

## 事業所
- 本社 - 大阪府守口市京阪本通1丁目4-10
- 東京営業所 - 東京都新宿区四谷4丁目9-14 The corner4
- 宮崎工場 - 宮崎県北諸県郡三股町大字蓼池3697-1（5,000坪）
- 茨城なめがた工場 - 茨城県行方市宇崎1561（9,000坪）

## グループ企業
- 白ハト食品工業株式会社[4]
- 株式会社 育みの里しろはと[5]
- 株式会社 しろはとファーム
- 株式会社 なめがたしろはとファーム[6]
- 株式会社 福島しろはとファーム[7]
- 株式会社 おいも豚カンパニー

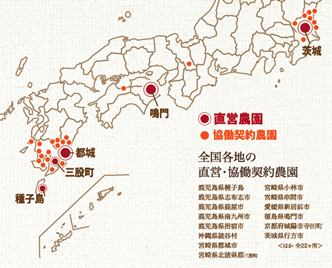
白ハト食品工業直営・共同契約農園の地図

- 株式会社 グレース・ディベロッパー・エンヂニアリング[8]

## 主力商品
- ポテトアップルパイ
- 大学芋、中華ポテト、スティックポテト
- ナチュラルスイートポテト
- おさつ木の実パイ
- 大たこ入りたこ焼

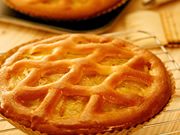
焼きたて ポテトアップルパイ
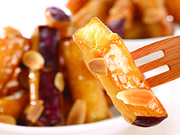
カリッ!ほくっ!ナチュラルスティックポテト
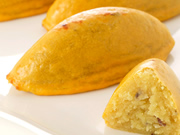
ナチュラル スイートポテト
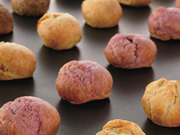
おさつ木の実パイ
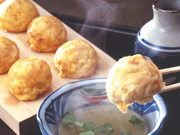
明石焼
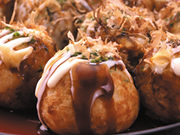
大たこ入りたこ焼